# 横瀬町
横瀬町（よこぜまち）は、埼玉県の西部に位置し、秩父郡に属する町。

## 概要
武甲山の北側、秩父盆地の南東の端に位置する。武甲山から産出される石灰岩鉱業が主な産業である。横瀬駅は武甲山登山の拠点でもあり、特急列車も停車する。町のキャラクターも武甲山をモチーフにした「ブコーさん」という。
町の大半は深い山地である。町の北西を流れる横瀬川流域に平地があり、そこが役場もある町の中心部である。町役場から隣の秩父市市街地へは直線1.5キロメートル程度であり、秩父市への通勤率は34.5%。町内に大きな店舗も病院も高等学校もなく、町民生活の大半は秩父市に依存する。
町内の小字は23あり、全域で1～23の数字と区の名称を使用している
(例)横瀬町大字横瀬小字1区○○番地
- 横瀬地区 :1~17、23区
- 芦ヶ久保地区 : 18~22区 [3]

## 歴史
- 1889年（明治22年）4月1日 - 町村制施行により秩父郡横瀬村が成立。
- 1955年（昭和30年）2月11日 - 横瀬村と芦ヶ久保村が合併し、改めて横瀬村となる。
- 1984年（昭和59年）10月1日 - 町制施行により横瀬町となる。

## 人口
| |                                        |  |
| 横瀬町と全国の年齢別人口分布（2005年） | 横瀬町の年齢・男女別人口分布（2005年） |  |
| ■紫色 ― 横瀬町 ■緑色 ― 日本全国 | ■青色 ― 男性 ■赤色 ― 女性              |  |
| 横瀬町（に相当する地域）の人口の推移 \| 1970年（昭和45年） \| 8,090人 \| \| \| 1975年（昭和50年） \| 8,917人 \| \| \| 1980年（昭和55年） \| 9,511人 \| \| \| 1985年（昭和60年） \| 9,989人 \| \| \| 1990年（平成2年） \| 10,073人 \| \| \| 1995年（平成7年） \| 10,194人 \| \| \| 2000年（平成12年） \| 9,782人 \| \| \| 2005年（平成17年） \| 9,684人 \| \| \| 2010年（平成22年） \| 9,037人 \| \| \| 2015年（平成27年） \| 8,519人 \| \| \| 2020年（令和2年） \| 7,979人 \| \| |                                        |  |
| 総務省統計局 国勢調査より |                                        |  |
| 1970年（昭和45年） | 8,090人                                |  |
| 1975年（昭和50年） | 8,917人                                |  |
| 1980年（昭和55年） | 9,511人                                |  |
| 1985年（昭和60年） | 9,989人                                |  |
| 1990年（平成2年） | 10,073人                               |  |
| 1995年（平成7年） | 10,194人                               |  |
| 2000年（平成12年） | 9,782人                                |  |
| 2005年（平成17年） | 9,684人                                |  |
| 2010年（平成22年） | 9,037人                                |  |
| 2015年（平成27年） | 8,519人                                |  |
| 2020年（令和2年） | 7,979人                                |  |

## 地域

### 公共施設
県の施設
- 埼玉県県民の森

町の施設
- 町民会館（かわせみ会館）
- 芦ヶ久保出張所
- 総合福祉センター
- 歴史民俗資料館
- 町立図書館
- 横瀬児童館
- 横瀬町保育所
- 旧芦ヶ久保小学校

### 教育
小学校
- 横瀬町立横瀬小学校

中学校
- 横瀬町立横瀬中学校

### 消防
- 秩父消防本部（秩父広域市町村圏組合・秩父市）
  - 東分署（横瀬5784-14）
- 横瀬町消防団

### 警察
- 秩父警察署
  - 横瀬駐在所
  - 芦ヶ久保駐在所

### 広域行政
- 秩父広域市町村圏組合：秩父市、長瀞町、皆野町及び小鹿野町とともに、ごみの収集・処理、火葬場（秩父斎場）の設置及び運営、消防事務（秩父消防本部）、水道事業（水道局）及び秩父ふるさと市町村圏計画の策定・地域振興事業等を行っている。

### 電話番号
市外局番は町内全域が「0494」。同一市外局番の地域との通話は市内通話料金で利用可能（秩父MA）。収容局は秩父局のみ。

### 郵政
郵便番号は町内全域が「368-00xx」（秩父郵便局が集配を担当）である。
- 横瀬郵便局
- 芦ヶ久保郵便局

### 金融機関
- 武蔵野銀行横瀬支店
- JAちちぶ農業協同組合横瀬支店

## 交通

### 鉄道路線
- 西武鉄道
  - 西武秩父線
    - （飯能市） - 芦ヶ久保駅 - 横瀬駅 - （秩父市）

### バス路線
- 西武観光バス秩父営業所
  - 西武秩父駅 - 秩父駅 - 坂氷 - 横瀬駅 - 根古屋 - 芦ヶ久保駅 - 長渕 - 松枝
  - 西武秩父駅 - 秩父駅 - 坂氷 - 深沢 - 川東 - 皆野駅・定峰峠入口
- コミュニティバス「ブコーさん号」- 2012年運行開始[4]。2021年3月31日をもって廃止[4]、デマンド型乗合タクシーへ移行[4]。移行へ向けて同年2月からデマンド型乗合タクシーの無料実証運行を開始した[4]。

### タクシー
タクシーの営業区域は秩父交通圏で、秩父市・皆野町・長瀞町・小鹿野町と同じエリアとなっている。

### 道路

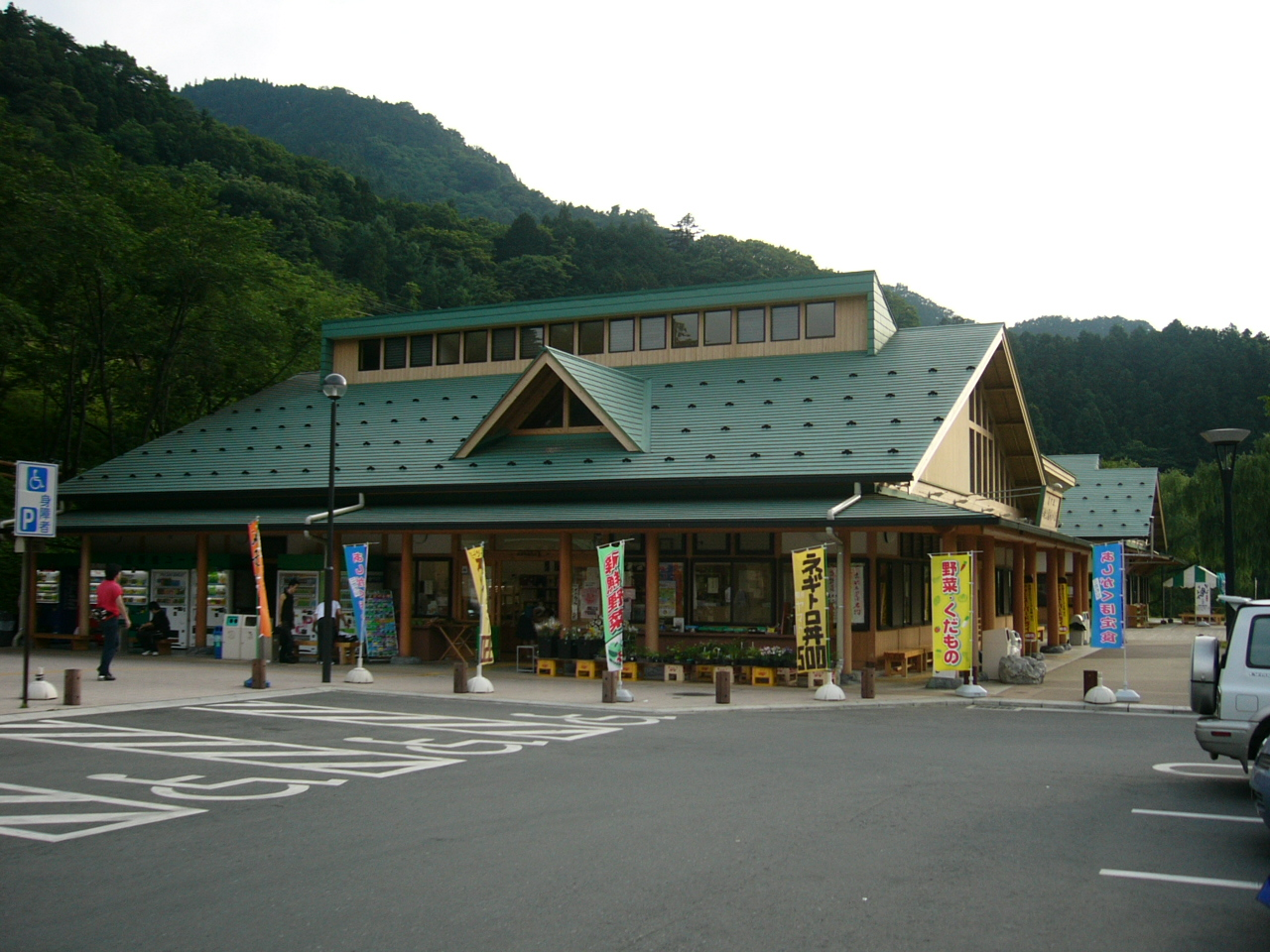
道の駅果樹公園 あしがくぼ

町内を通る一般国道
- 国道299号
  - 道の駅 果樹公園あしがくぼ

町内を通る県道
- （主要地方道）
  - 埼玉県道11号熊谷小川秩父線
  - 東京都道・埼玉県道53号青梅秩父線
- （一般県道）
  - 埼玉県道231号横瀬停車場線

## 横瀬町観光大使
- レギュラー (お笑いコンビ)（日本一歩きたくなる町大使）

## 観光

### 自然・公園

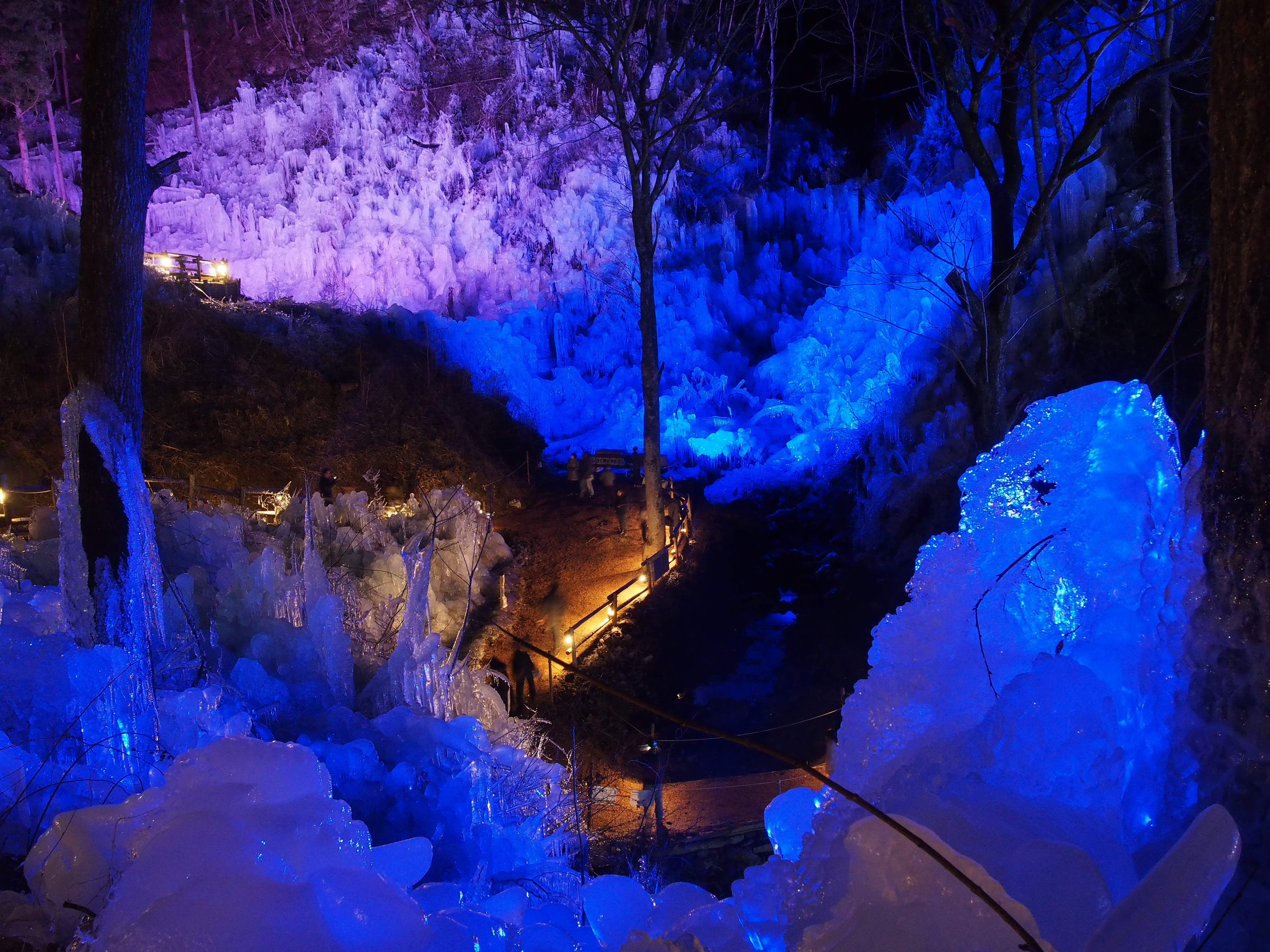
あしがくぼの氷柱

- あしがくぼの氷柱 - 秩父三大氷柱
- 武甲山 - 登山の拠点
- あしがくぼ果樹公園村
- 埼玉県県民の森

### 名所・史跡
- 秩父三十四箇所 - 34ヶ寺のうち、6ヶ寺が町内にある。

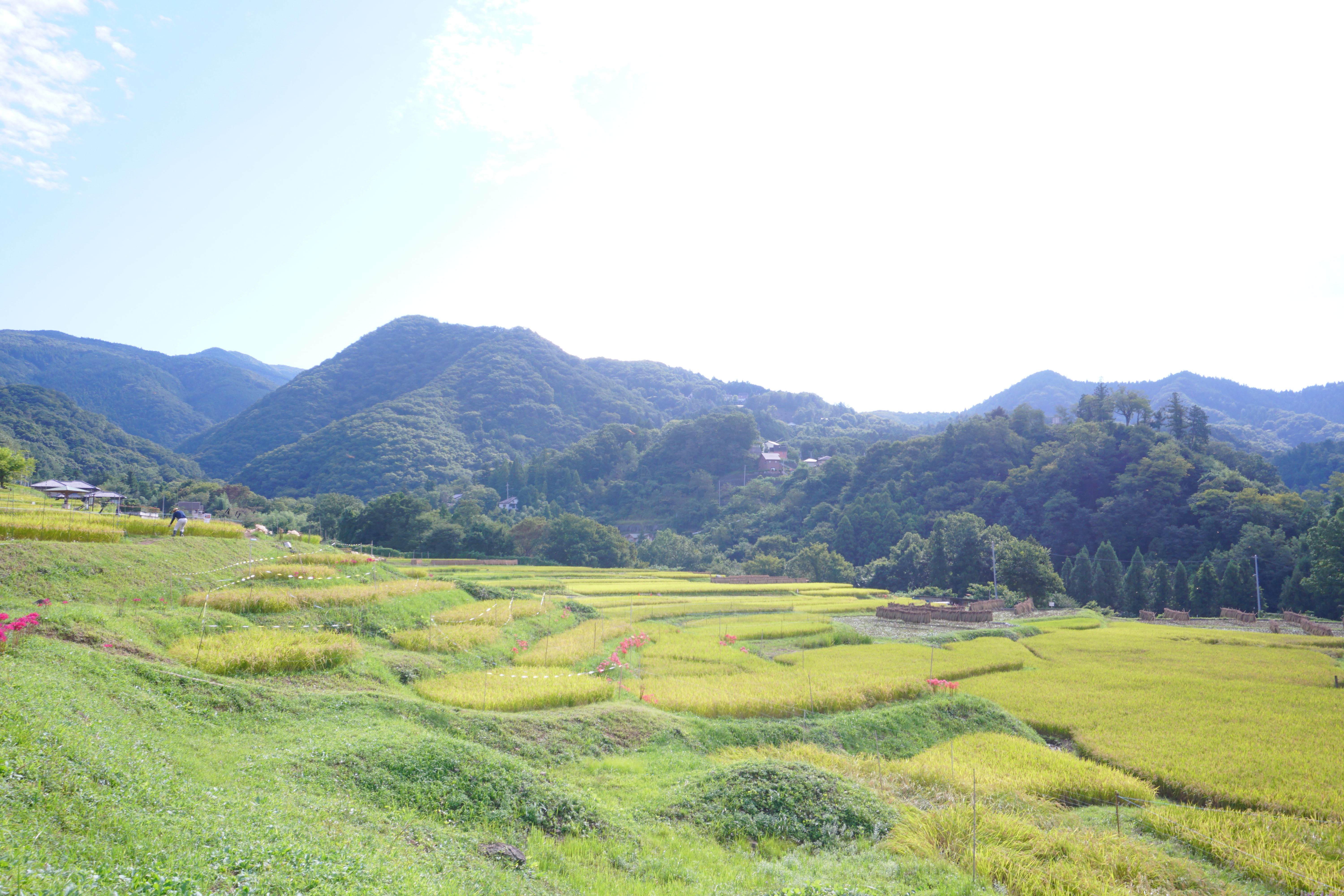
寺坂棚田（2019年）

- 寺坂棚田
- 寺坂棚田（2019年）

### 温泉
- 丸山鉱泉
- 武甲温泉

### 祭事
- 宇根八阪神社例大祭 (宇根の春祭り)- 江戸時代に作られた山車（笠鉾）が2台曳廻されるお祭り。秩父三大春まつりのひとつ。
- 芦ヶ久保の獅子舞 - 県指定無形民俗文化財
- 横瀬の人形芝居 - 県指定無形民俗文化財
- 里宮の神楽 - 町指定無形民俗文化財
- 愛宕神社例大祭 - 町指定有形文化財の愛宕神社の祭り
- よこぜまつり
- ヨコゼ音楽祭

## 横瀬町を舞台とする作品
- 心が叫びたがってるんだ。